# 경서로
경서로(Gyeongseo-ro)는 경상북도 상주시 함창읍 윤직 교차로와 안동시 서후면 교리 나들목을 잇는 경상북도의 도로이다.

## 역사
- 1975년 10월 1일 : 문경군 산양면 반곡리 ~ 예천군 용궁면 가야리 6.26km 구간 개통 및 기존 5.93km 구간 폐지[1]
- 2000년 6월 1일 : 풍산 ~ 안동간 도로(안동시 풍산읍 소산리 ~ 노하동) 12.522km 구간 확장 개통[2]
- 2001년 9월 22일 : 점촌 ~ 문경간 도로(문경시 마성면 모곡리 ~ 문경읍 진안리) 6.206km 구간 확장 개통, 기존 7.5km 구간 폐지[3]
- 2005년 6월 28일 : 문경시 산양면 연소리 ~ 읍부리 1.0km 구간 금남교차로 개선[4]
- 2009년 11월 26일 : 2개 이상 시·군에 걸쳐 있는 도로로 경서로를 고시[5]

## 주요 경유지
경상북도
- 상주시 함창읍 - 문경시 (점촌동 - 산양면) - 예천군 (용궁면 - 개포면 - 유천면 - 예천읍 - 호명읍) - 안동시 (풍산읍 - 서후면)

## 노선
| 이름                            | 접속 노선                                    | 소재지                                           | 소재지                                                     | 비고                                                       |
| ------------------------------- | -------------------------------------------- | ------------------------------------------------ | ---------------------------------------------------------- | ---------------------------------------------------------- |
| 윤직 교차로                     | 경상대로 모전로 함창로                       | 상주시                                           | 함창읍                                                     |                                                            |
| 윤직교                          |                                              | 문경시                                           | 점촌동                                                     |                                                            |
| 중앙 교차로                     | 남산로                                       | 문경시                                           | 점촌동                                                     |                                                            |
| 영신육교                        |                                              | 문경시                                           | 점촌동                                                     |                                                            |
| 흥덕 교차로                     | 흥덕로                                       | 문경시                                           | 점촌동                                                     |                                                            |
| 흥덕과선교                      |                                              | 문경시                                           | 점촌동                                                     |                                                            |
| 영강대교                        |                                              | 문경시                                           | 점촌동                                                     |                                                            |
| 산양면                          |                                              | 문경시                                           |                                                            |                                                            |
| 반곡리                          | 국도 제34호선 (중앙로)                       | 문경시                                           | 국도 제34호선 구간                                         |                                                            |
| 진정사거리                      | 산양공단1길 산양공단2길                      | 문경시                                           | 국도 제34호선 구간                                         |                                                            |
| 진정삼거리                      | 지방도 제923호선 (추산로)                    | 문경시                                           | 국도 제34호선 구간 지방도 제923호선 구간                   |                                                            |
| 존도삼거리                      | 지방도 제923호선 (산남로)                    | 문경시                                           | 국도 제34호선 구간 지방도 제923호선 구간                   |                                                            |
| 존도1교                         | 산양로                                       | 문경시                                           | 국도 제34호선 구간                                         |                                                            |
| 산양2가도교                     |                                              | 문경시                                           | 국도 제34호선 구간                                         |                                                            |
| 산양교                          |                                              | 문경시                                           | 국도 제34호선 구간                                         |                                                            |
| 예천군                          | 용궁면                                       |                                                  | 국도 제34호선 구간                                         |                                                            |
| 예천군                          | 용궁면                                       | 읍부리                                           | 국도 제34호선 구간                                         | 용궁로                                                     |
| 예천군                          | 용궁면                                       | 용궁1교 용궁2교 용궁3교 용궁육교                 | 국도 제34호선 구간                                         |                                                            |
| 예천군                          | 용궁면                                       | 가야 교차로                                      | 국도 제34호선 구간                                         | 지방도 제924호선 (용궁로)                                  |
| 예천군                          | 용궁면                                       | 산택 교차로                                      | 국도 제34호선 구간                                         | 산택길                                                     |
| 예천군                          | 장송마을 교차로                              | 예성로                                           | 개포면                                                     | 국도 제34호선 구간 안동 방면 진입 불가 상주 방면 진출 불가 |
| 예천군                          | 황산가도교                                   | 지방도 제924호선 (용개로)                        | 개포면                                                     | 국도 제34호선 구간 안동 방면만 진출 가능                   |
| 예천군                          | 개포 교차로 (가곡가도교)                     | 지방도 제924호선 (용개로)                        | 개포면                                                     | 국도 제34호선 구간                                         |
| 예천군                          | 비행장 교차로                                | 매산길                                           | 유천면                                                     | 국도 제34호선 구간                                         |
| 예천군                          | 가동과선교 가동교 화지교                     |                                                  | 유천면                                                     | 국도 제34호선 구간                                         |
| 예천군                          | 지내리                                       | 예성로                                           | 예천읍                                                     | 국도 제34호선 구간 안동 방면 진출 불가 상주 방면 진입 불가 |
| 예천군                          | 농공단지사거리 (지하차도)                    | 국도 제28호선 (예지로) 농공단지길                | 예천읍                                                     | 국도 제28, 34호선 구간                                     |
| 예천군                          | 지내육교                                     | 충효로                                           | 예천읍                                                     | 국도 제28, 34호선 구간                                     |
| 예천군                          | 대심과선교 서정자교 신대왕교 왕신교 방아실교 |                                                  | 예천읍                                                     | 국도 제28, 34호선 구간                                     |
| 예천군                          | 동예천 교차로                                | 국도 제28호선 (예영로) 지방도 제927호선 (양궁로) | 예천읍                                                     | 국도 제28, 34호선 구간                                     |
| 예천군                          | 양궁장 교차로                                | 지방도 제927호선 (양궁로)                        | 예천읍                                                     | 국도 제34호선 구간                                         |
| 예천군                          | 고평대교                                     |                                                  | 예천읍                                                     | 국도 제34호선 구간                                         |
| 예천군                          | 호명읍                                       |                                                  |                                                            | 국도 제34호선 구간                                         |
| 예천군                          | 직산터널                                     |                                                  | 국도 제34호선 구간 안동 방면 연장 378m 상주 방면 연장 408m |                                                            |
| 예천군                          | 직산교                                       |                                                  | 국도 제34호선 구간                                         |                                                            |
| 풍북육교                        | 괴정2길 산업단지길                           | 안동시                                           | 국도 제34호선 구간                                         | 풍산읍                                                     |
| 풍곡교                          |                                              | 안동시                                           | 국도 제34호선 구간                                         | 풍산읍                                                     |
| 도청신도시 교차로 (도청교)      | 지방도 제914호선 (도청대로)                  | 안동시                                           | 국도 제34호선 구간                                         | 풍산읍                                                     |
| 미내교                          |                                              | 안동시                                           | 국도 제34호선 구간                                         | 풍산읍                                                     |
| 소산1교 소산2교                 | 지방도 제924호선 (풍산태사로) 산업단지길     | 안동시                                           | 국도 제34호선 구간                                         | 풍산읍                                                     |
| 소산3교 매곡1교 매곡2교 매곡3교 |                                              | 안동시                                           | 국도 제34호선 구간                                         | 풍산읍                                                     |
| 상리1교                         | 상리길                                       | 안동시                                           | 국도 제34호선 구간 상주 방면만 진출 가능                   | 풍산읍                                                     |
| 상리교                          | 죽전길                                       | 안동시                                           | 국도 제34호선 구간                                         | 풍산읍                                                     |
| 상리 교차로 (상리2교)           | 유곡길 죽전길                                | 안동시                                           | 국도 제34호선 구간                                         | 풍산읍                                                     |
| 노리1 교차로                    | 유곡길 유통단지길                            | 안동시                                           | 국도 제34호선 구간                                         | 풍산읍                                                     |
| 서안동 나들목 (지하차도)        | 55호선 중앙고속도로                          | 안동시                                           | 국도 제34호선 구간                                         | 풍산읍                                                     |
| 노리 교차로                     | 금당길 본마을길 서선길 수석길                | 안동시                                           | 국도 제34호선 구간                                         | 풍산읍                                                     |
| 막곡 교차로                     | 교리운곡길 금당길 서선길 함백이길            | 안동시                                           | 국도 제34호선 구간                                         | 풍산읍                                                     |
| 교리 나들목                     | 국도 제34호선 (남순환로)                     | 안동시                                           | 국도 제34호선 구간                                         | 풍산읍                                                     |
| 경동로와 직결                   |                                              |                                                  |                                                            |                                                            |

## 주요 건물 및 시설
- 예천가축시장 (경상북도 예천군 예천읍 경서로 2389)

## 사진

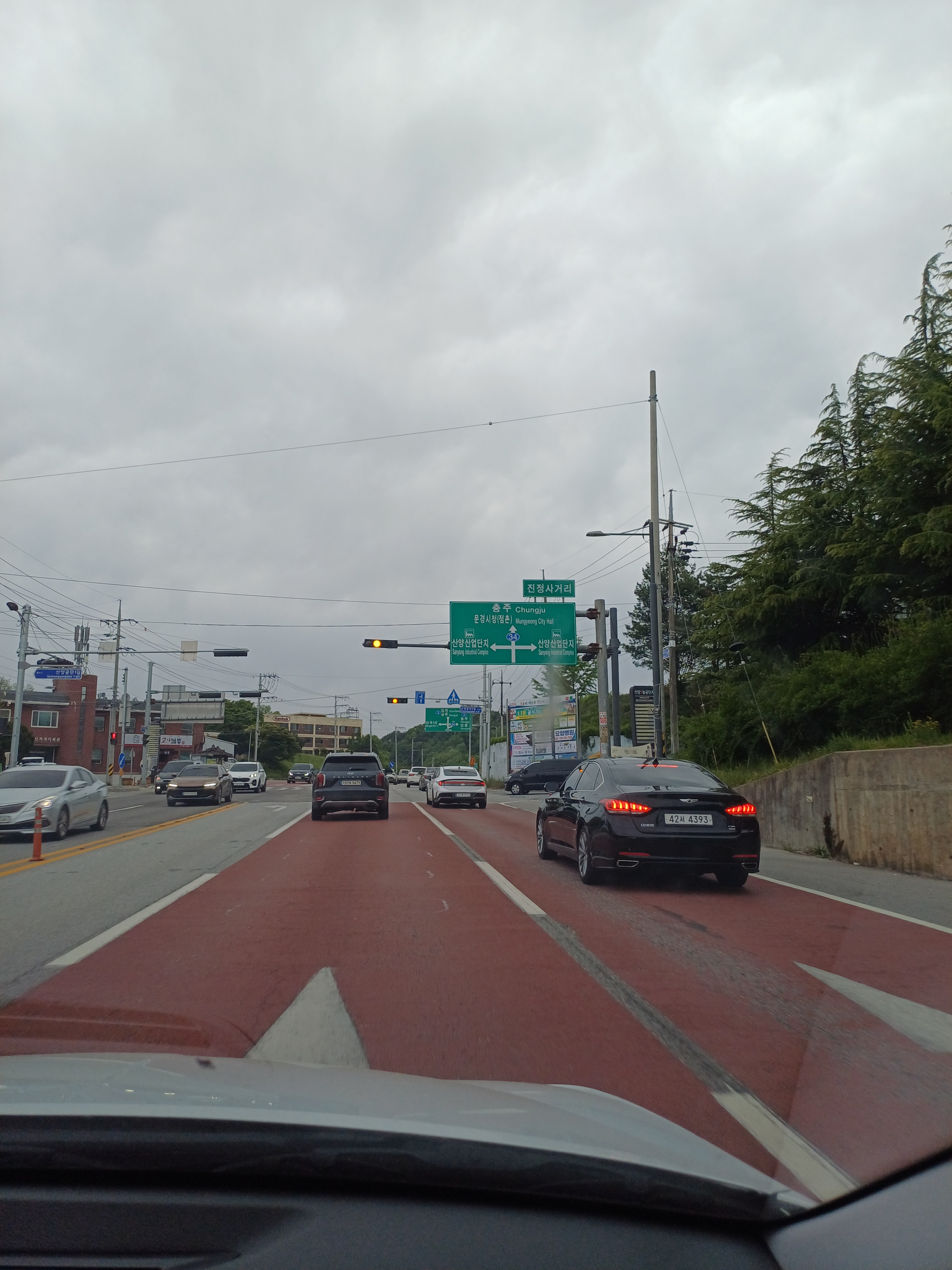
진정사거리